# Nawanshahr
Nawanshahr is een nagar panchayat (plaats) in het district Shahid Bhagat Singh Nagar van de Indiase staat Punjab. 

## Demografie
Volgens de Indiase volkstelling van 2001 wonen er 30.933 mensen in Nawanshahr, waarvan 52% mannelijk en 48% vrouwelijk is. De plaats heeft een alfabetiseringsgraad van 75%. 

## Geboren in Nawanshahr
- Amrish Puri (1932-2005), acteur
- Gurjinder Kumar (1990), voetballer